# Đồ gốm frit

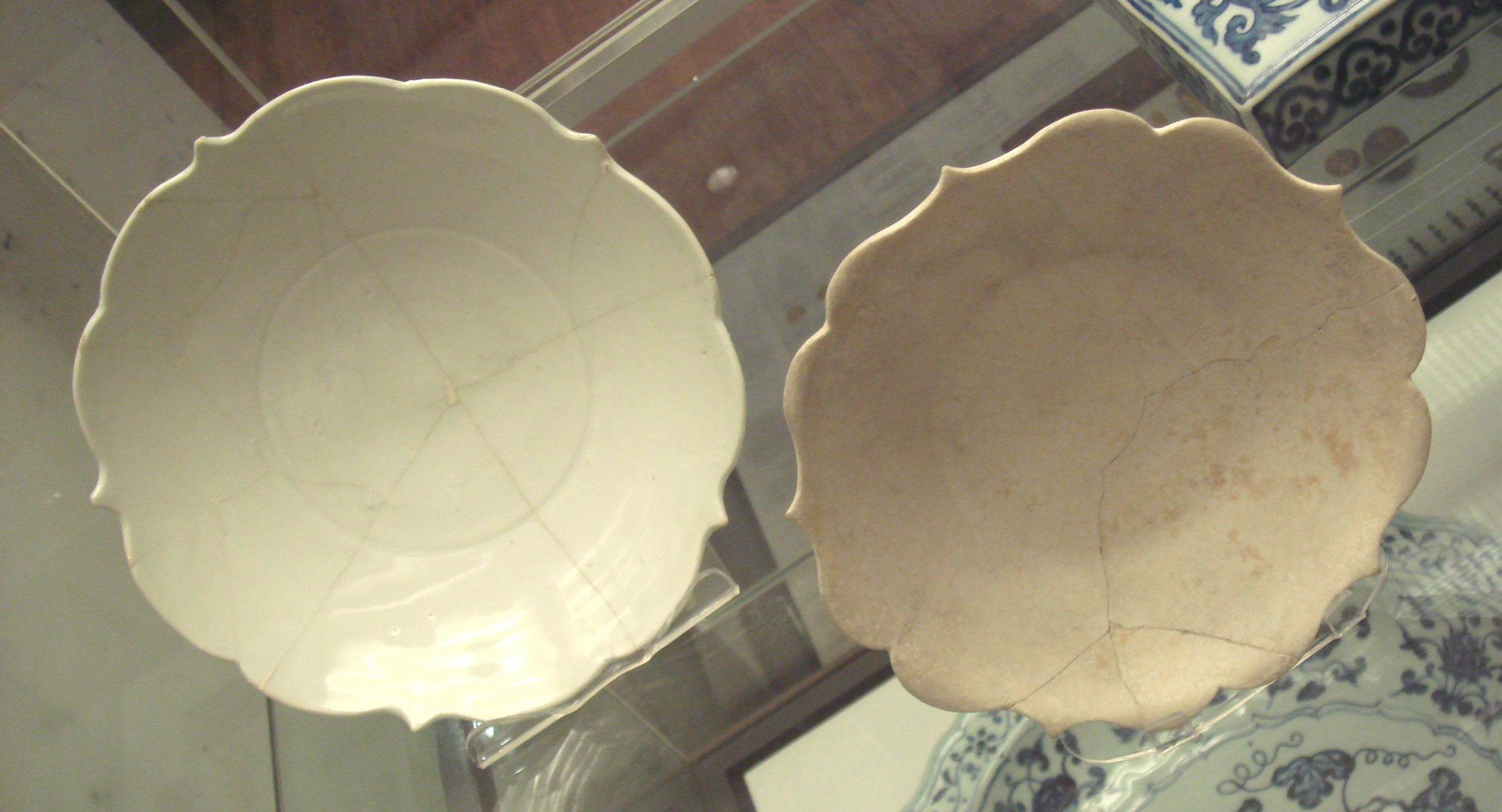
Trái: Đĩa sứ trắng Trung Hoa thế kỷ 9, khai quật tại Iran. Phải: Đĩa gốm frit làm tại Iran, thế kỷ 12. Bảo tàng Anh.

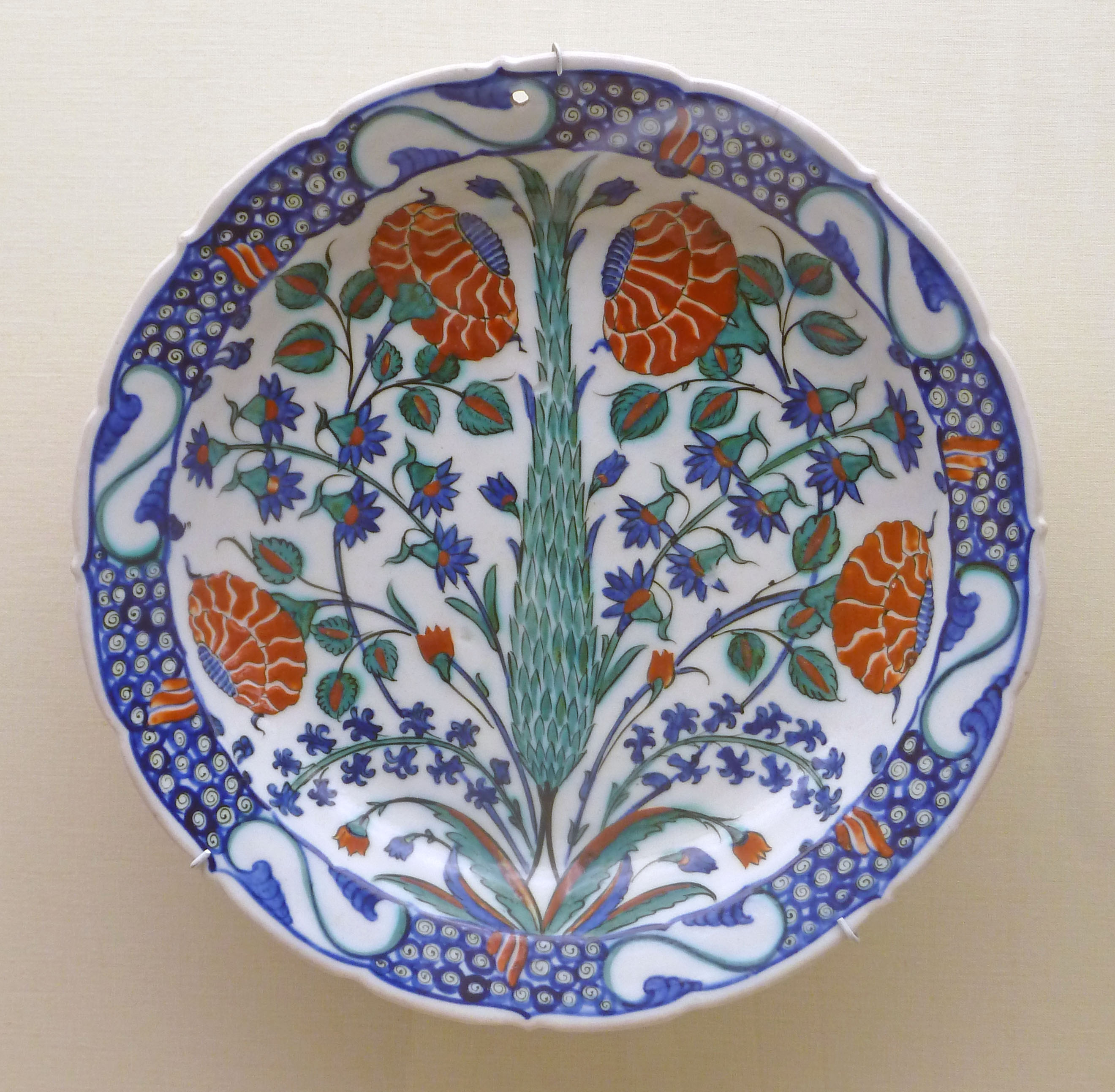
Đồ gốm İznik, một ví dụ về đồ gốm frit.

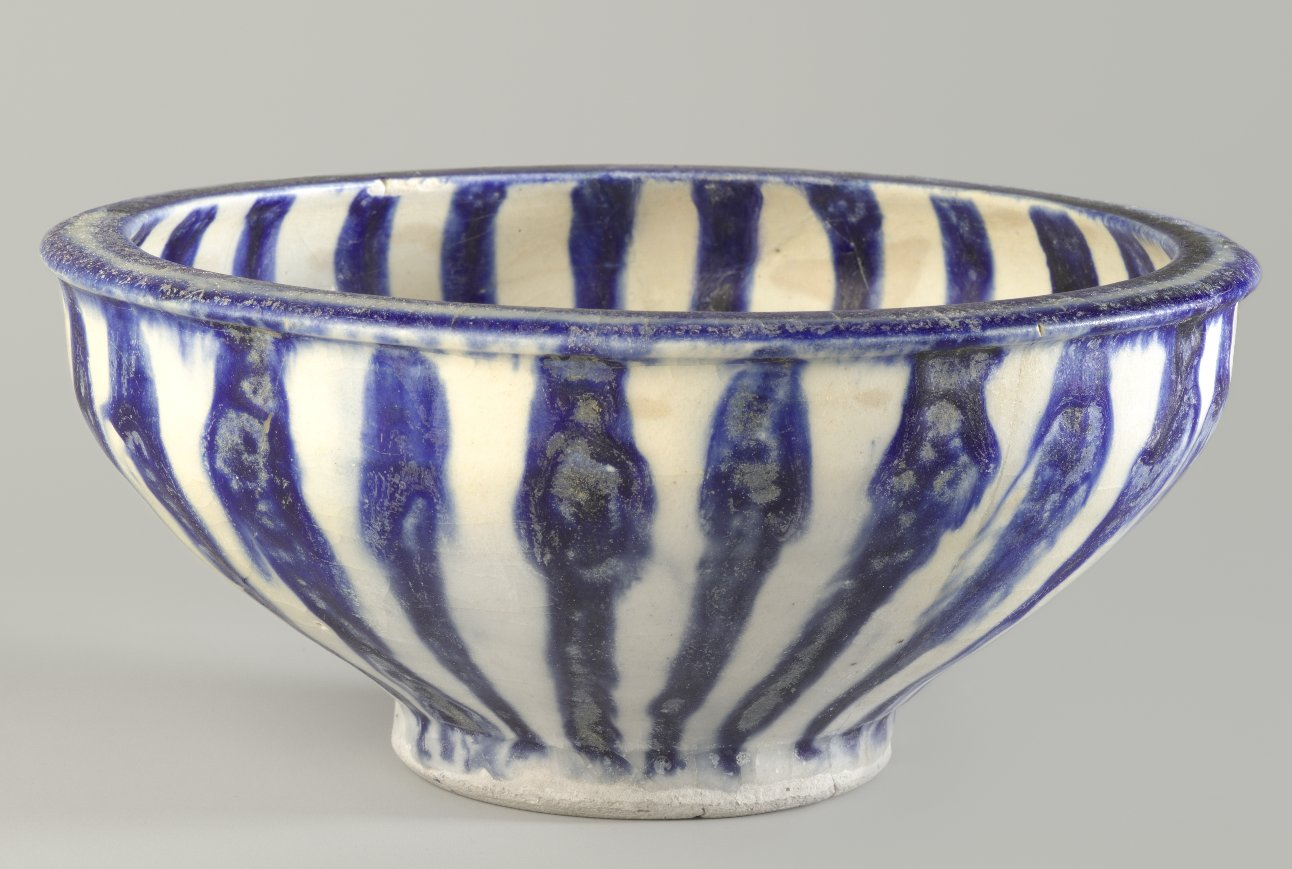
Bát hoa lam với trang trí tỏa tròn, thế kỷ 13, Iran.Bảo tàng Brooklyn.

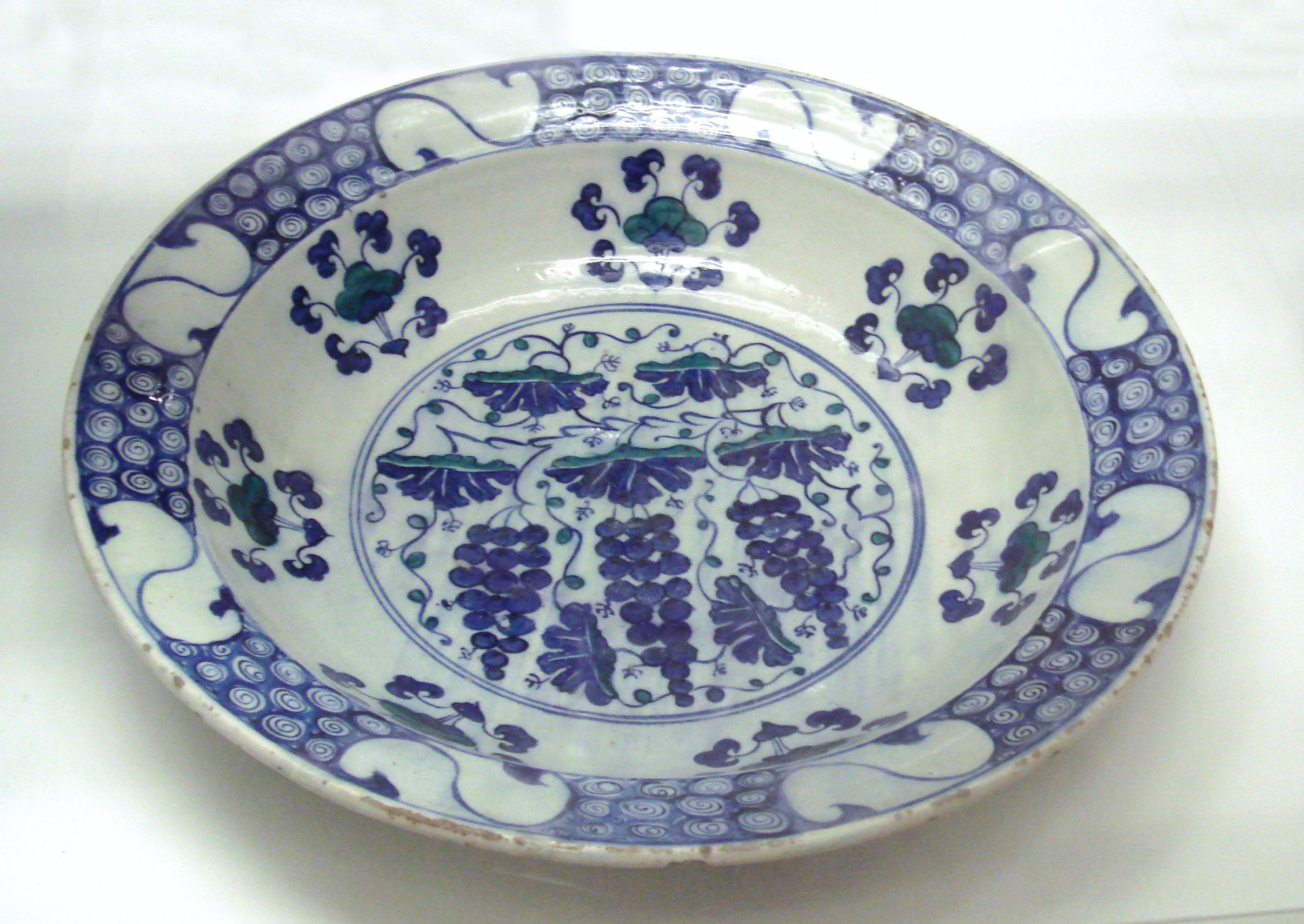
Đĩa gốm frit với trang trí chùm nho, đồ gốm Iznik, Thổ Nhĩ Kỳ, 1550–1570. Bảo tàng Anh.

Đồ gốm frit, còn được gọi là đồ gốm bột đá, là một loại đồ gốm trong đó frit (thủy tinh nghiền) được thêm vào đất sét để giảm nhiệt độ nóng chảy của nó. Hỗn hợp này có thể bao gồm thạch anh hoặc vật liệu silic khác. Một hợp chất hữu cơ như gôm hoặc keo có thể được thêm vào để kết dính. Hỗn hợp tạo thành có thể được nung ở nhiệt độ thấp hơn so với chỉ làm từ mỗi đất sét. Sau đó, một lớp men được phủ lên bề mặt để làm cứng vật thể.
Đồ gốm frit được phát minh để tạo ra một xương gốm màu trắng và cứng, kết hợp với việc tráng men thiếc trên bề mặt, làm cho nó trông giống như đồ sứ Trung Quốc. Đồ sứ thật sự đã không được sản xuất trong thế giới Hồi giáo cho đến thời hiện đại, và hầu hết đồ gốm Hồi giáo tinh xảo được làm bằng gốm frit. Frit cũng là một thành phần quan trọng trong một số đồ sứ châu Âu thời kỳ đầu.

## Lịch sử
Việc sản xuất đồ gốm frit bắt đầu ở Iraq vào thế kỷ 9. Khoảng thế kỷ 10 đến thế kỷ 12, trung tâm sản xuất chính chuyển đến Ai Cập, nhưng kỹ thuật này khi đó đã lan rộng khắp Trung Đông.
Trong thế kỷ 13, thị trấn Kashan ở Iran là một trung tâm quan trọng về sản xuất đồ gốm frit. Abū'l-Qāsim, xuất thân từ một gia đình thợ gạch ngói ốp ở thị trấn này, đã viết một chuyên khảo vào năm 1301 về các loại đá quý trong đó có một chương về sản xuất đồ gốm frit. Công thức của ông liệt kê một xương gốm frit chứa hỗn hợp 8-10 phần silica với 1 phần thủy tinh fit và 1 phần đất sét trắng mịn. Frit được điều chế bằng cách trộn thạch anh bột với soda có vai trò làm chất trợ dung. Hỗn hợp này sau đó được nung nóng trong lò nung. Loại đồ gốm này còn được biết đến với các tên gọi như "đồ gốm bột đá" và "đồ gốm faenza" v.v... Một khối liệu 'tiền-bột đá' từ thế kỷ 9 tại Baghdad có "các mảnh vỡ thủy tinh sót lại" trong cốt liệu của nó. Thủy tinh là hỗn hợp kiềm-vôi-chì-silica và khi khối bột nhão được nung hay làm nguội, các tinh thể wollastonit và diopside hình thành trong các mảnh thủy tinh. Việc thiếu "các thể vùi gốm nghiền" gợi ý rằng những mảnh vỡ này không phải từ men. Lý do cho việc bổ sung chúng là giải phóng kiềm vào chất nền khi nung, điều này sẽ "đẩy nhanh quá trình thủy tinh hóa ở nhiệt độ nung tương đối thấp, và do đó làm tăng độ cứng và mật độ của xương [gốm]".
Đồ gốm Iznik được sản xuất tại Thổ Nhĩ Kỳ thời Ottoman bắt đầu vào khoảng 1475-1500. Nó bao gồm xương gốm, nước áo và lớp men, trong đó xương gốm và lớp men là 'frit-thạch anh'. 'Frit' trong cả hai trường hợp "bất thường ở chỗ chúng chứa oxit chì cũng như soda"; oxit chì sẽ giúp giảm hệ số giãn nở nhiệt của gốm. Phân tích hình ảnh chụp bằng kính hiển vi cho thấy vật liệu được dán nhãn 'frit' thực chất là 'thủy tinh khe kẽ' có tác dụng kết nối các hạt thạch anh. Thủy tinh được thêm vào dưới dạng frit và thủy tinh khe kẽ được hình thành khi nung.